# Macrocarpaea micrantha
Macrocarpaea micrantha är en gentianaväxtart som beskrevs av Ernest Friedrich Gilg. Macrocarpaea micrantha ingår i släktet Macrocarpaea och familjen gentianaväxter. Inga underarter finns listade i Catalogue of Life.